# 吴广才
吴广才（1939年—），男，吉林永吉人，中华人民共和国政治人物。

## 生平
1983年，担任吉林市人民政府副市长。1986年，升任中共吉林市委副书记、代市长、市长。1991年，改任中共吉林市委书记。1994年，升任吉林省人民政府秘书长。2001年，升任中共吉林省委副书记。